# Sportist Warna
Sportist Warna (bułg. ФД Спортист (Варна)) – bułgarski klub piłkarski z siedzibą w mieście Warna, na wschodzie kraju, działający w latach 1909–1914.

## Historia
Chronologia nazw:
- 1909: DS Sport Warna (bułg. ДС [Дружество за спорт] "Спорт" (Варна))
- 1909: FD Sportist Warna (bułg. ФД [Футболистично дружество] "Спортист" (Варна))
- 24.05.1914: klub rozwiązano – po fuzji z Reka Ticza

Towarzystwo sportowe DS Sport zostało założone w Warnie wiosną 1909 roku z inicjatywy synów milicjanta Tonczo Witanowa - Wasila i Stefana Tonczewa, Nikoli Nicowa, Kirczo Angełowa, Bojana Popowa, Nikoli Popowa i Stefana Danczewa, absolwenta Liceum w Konstantynopolu, który został trenerem drużyny. Siedziba klubu mieściła się przy ulicy Deremahlesi (dawniej Stefana Stambołowa). Klub kilka miesięcy później zmienił nazwę na FD Sportist. Zespół reprezentował miasto w spotkaniach z zagranicznymi piłkarzami z różnych jednostek wojskowych i załogami statków, stacjonujących w porcie Warna.
W 1910 roku został rozegrały pierwszy mecz w historii bułgarskiej piłki nożnej pomiędzy zespołami FD Sportist a FK Atłas (powstał w 1908), który wygrał Sportist 1:0. W dniu 24 maja 1914 r z inicjatywy Stefana Tonczewa klub połączył się ze Studenckim Towarzystwem Turystycznym Reka Ticza pod nazwą Studenckiego Turystycznego Koła Sportowego "Kamczia", lecz później zmieniono nazwę na "Ticza" gdyż posiadał on już rejestrację i zatwierdzony statut klubu.

## Sukcesy

### Trofea międzynarodowe
Do chwili obecnej klub jeszcze nigdy nie zakwalifikował się do rozgrywek europejskich.

### Trofea krajowe
| \| \| Zdobyte trofea w rozgrywkach Bułgarii (stan na: 31-05-2024) \| |                                                             |      |          |
| Rozgrywki                                                            | Osiągnięcie                                                 | Razy | Sezon(y) |
| · Mistrzostwo                                                        | I miejsce                                                   | 0    |          |
| · Mistrzostwo                                                        | II miejsce                                                  | 0    |          |
| · Mistrzostwo                                                        | III miejsce                                                 | 0    |          |
| Puchar                                                               | zdobywca                                                    | 0    |          |
| Puchar                                                               | finalista                                                   | 0    |          |
| II liga                                                              | I miejsce                                                   | 0    |          |
| II liga                                                              | II miejsce                                                  | 0    |          |
| II liga                                                              | III miejsce                                                 | 0    |          |
| Bułgaria                                                             | Zdobyte trofea w rozgrywkach Bułgarii (stan na: 31-05-2024) |      |          |

## Poszczególne sezony

### Rozgrywki międzynarodowe

#### Europejskie puchary
Nie uczestniczył w rozgrywkach europejskich.

### Rozgrywki krajowe
| \| Bułgaria \| Bilans występów klubu w rozgrywkach piłkarskich Bułgarii (Stan na 31 maja 2025 r.) \| \| |                                                                                    |        |       |   |   |   |    |    |     |      |        |        |      |
| Poziom                                                                                                  | Rozgrywki                                                                          | Sezony | Mecze | Z | R | P | B+ | B– | Pkt | Lata | Awanse | Spadki | Naj. |
| I | Nacionałna futbołna diwizija / Dyrżawno pyrwenstwo                                 | 0      |       |   |   |   |    |    |     |      | 0      | 3      |      |
| II | B RPG / Wtora PFG / Pyrwa PFL / B PFG / Wtora PFL                                  | 0      |       |   |   |   |    |    |     |      | 0      | 0      |      |
| III | Treta amatorska futbołna liga                                                      | 0      |       |   |   |   |    |    |     |      | 0      | 0      |      |
| IV | Obłastna futbołna liga                                                             | 0      |       |   |   |   |    |    |     |      | 0      | 0      |      |
| | Puchar Bułgarii                                                                    | 0      |       |   |   |   |    |    |     |      | 0      | 0      |      |
| Bułgaria                                                                                                | Bilans występów klubu w rozgrywkach piłkarskich Bułgarii (Stan na 31 maja 2025 r.) |        |       |   |   |   |    |    |     |      |        |        |      |

## Kibice i rywalizacja z innymi klubami

### Derby
- Atłas Warna
- Ticza Warna